# معشوقه فاتح بزرگ
معشوقه فاتح بزرگ (انگلیسی: The Great Conqueror's Concubine) یک فیلم است که در سال ۱۹۹۴ منتشر شد. از بازیگران آن می‌توان به روزاموند کوآن، ژانگ فنگ‌یی، و گونگ لی اشاره کرد.